# Sokół Millennium
Sokół Millennium (ang. Millennium Falcon) – fikcyjny statek kosmiczny pojawiający się w filmach, książkach i innych pozycjach z serii Gwiezdne wojny. Sokół Millennium pojawił się też w Łowcy Androidów. W niektórych polskich tłumaczeniach znany też jako Tysiącletni Sokół, Sokół Tysiąclecia itp.
Sokół to zmodyfikowany koreliański frachtowiec typu YT-1300, określany przez właściciela jako „najszybsza kupa złomu w Galaktyce” – i faktycznie jedna z najszybszych jednostek jeśli chodzi o podróże w nadprzestrzeni. Zarówno statek, jak i właściciel, odegrali kluczową rolę podczas galaktycznej wojny domowej.
Chronologicznie pierwszy raz na chwilę pojawia się w filmie Zemsta Sithów. Pierwszy raz pojawia się w ogóle w filmie Nowa nadzieja. Następnie w posiadaniu Lando Calrissiana, później przechodzi w ręce Hana Solo w wyniku wygranej z Landem partii sabaka. Wykorzystywany głównie w działaniach przemytniczych – transport przyprawy z Kessel itp.
Spełnia znaczącą rolę w bitwie o Yavin, obecny podczas bitwy o Hoth i ucieczki Hana oraz Leii na Bespin. Po pochwyceniu Hana przez Bobę Fetta – tymczasowo pod dowództwem Calrissiana. Bierze udział w bitwie pod Endorem (zaliczone pół zestrzelenia drugiej Gwiazdy Śmierci), następnie zwrócony Hanowi i wykorzystywany w wielu misjach bojowych i dyplomatycznych (m.in. Bakura, Iphigin). Na przestrzeni lat wielokrotnie przebudowywany i modyfikowany, jak również uszkadzany i remontowany.
W nowym kanonie Gwiezdnych wojen jakiś czas po bitwie o Endor Sokół zostaje skradziony Hanowi Solo, by 34 lata po bitwie o Yavin zostać odnalezionym przez Rey – protagonistkę trzeciej trylogii Gwiezdnych wojen.